# غازاراپات
غازاراپات (به ارمنی: Ղազարապատ) یک منطقهٔ مسکونی در جمهوری آرتساخ است که در استان کاشاتاق واقع شده‌است.